# Rövershagen
Rövershagen ist eine Gemeinde im Landkreis Rostock in Mecklenburg-Vorpommern (Deutschland). Sie wird vom Amt Rostocker Heide mit Sitz in der Gemeinde Gelbensande verwaltet.

## Geografie
15 Kilometer von der Innenstadt Rostocks entfernt, liegt Rövershagen am Südrand der Rostocker Heide, die die Gemeinde von der Ostsee trennt.
Umgeben wird Rövershagen von den Nachbargemeinden Rostock im Westen und Norden, Gelbensande im Nordosten, Blankenhagen im Osten, Poppendorf im Südosten, Bentwisch im Süden sowie Mönchhagen im Südwesten.
Die Gemeinde Rövershagen besteht aus dem Ort Rövershagen und den Ortsteilen Behnkenhagen, Niederhagen, Oberhagen, Purkshof und Schwarzenpfost.

## Geschichte
Rövershagen: Die Stadt Rostock erwarb den Grund und Boden der Rostocker Heide und somit des späteren Rövershagen am 25. März 1252 von Fürst Borwin für einen Betrag von 450 Mark. Es wird angenommen, dass die über eine Quadratmeile große Waldfläche noch urbar gemacht werden musste. Bald nach der Rodung des späteren Hagendorfes Purkshagen im Jahre 1267 „nahm aber die Waldrodung unter der Initiative der beiden Rövers, Arnold und Eberhard, von denen der letztere Ratsherr in Rostock war, einen kräftigen Aufschwung“. Rövershagen und seine Kirche wurden erstmals in einer Urkunde aus dem Jahre 1305 als „iuxta ecclesiam nouam in Rouershagen“ erwähnt. Diese Urkunde nennt auch zwei Krughäuser an der Landstraße nach Ribnitz und neben der Kirche, so dass es sich bereits um eine größere Ansiedlung gehandelt haben muss.
Purkshof: Das zweigeschossige Gutshaus wurde saniert.

## Bevölkerung
| Jahr | Einwohner |
| ---- | --------- |
| 1925 | 511       |
| 1945 | 1104      |
| 1986 | 1522      |

| Jahr | Einwohner |
| ---- | --------- |
| 1990 | 1489      |
| 1995 | 2045      |
| 2000 | 2375      |
| 2005 | 2474      |
| 2010 | 2525      |
| 2015 | 2631      |

| Jahr | Einwohner |
| ---- | --------- |
| 2020 | 2650      |
| 2021 | 2738      |
| 2022 | 2857      |
| 2023 | 3009      |

Stand: 31. Dezember des jeweiligen Jahres

## Politik

### Gemeindevertretung
Die Gemeindevertretung von Rövershagen besteht aus 12 Mitgliedern. Die Kommunalwahl am 9. Juni 2024 führte bei einer Wahlbeteiligung von 71,3 % zu folgendem Ergebnis:
| Partei / Wählergruppe                                        | Stimmenanteil 2019 | Sitze 2019 |  | Stimmenanteil 2024 | Sitze 2024 |
| ------------------------------------------------------------ | ------------------ | ---------- |  | ------------------ | ---------- |
| G. U. T. Für Rövershagen Gemeinsam. Unabhängig. Transparent. | –                  | –          |  | 32,0 %             | 4          |
| Bürgerinteressen Rövershagen (BIR)                           | 69,2 %             | 8          |  | 62,6 %             | 7          |
| Behnkenhäger Wählergemeinschaft (BWG)                        | 06,7 %             | 1          |  | 05,4 %             | 1          |
| Einzelbewerberin Christin Riediger                           | 19,2 %             | 1          |  | –                  | –          |
| CDU                                                          | 04,9 %             | 1          |  | –                  | –          |
| Insgesamt                                                    | 100 %              | 11         |  | 100 %              | 12         |

Bei der Wahl 2019 entfielen auf die Einzelbewerberin Christin Riediger zwei Sitze. Daher blieb in der Gemeindevertretung ein Sitz unbesetzt.

### Bürgermeister
- 2019–2024: Verena Schöne (Bürgerinteressen Rövershagen)
- seit 2024: Jörg Gensich (Bürgerinteressen Rövershagen)

Bei der Bürgermeisterwahl am 26. Mai 2019 wurde Verena Schöne mit 55,5 % der gültigen Stimmen zur Bürgermeisterin gewählt. Am 9. Juni 2024 wurde Jörg Gensich mit 68,0 % der gültigen Stimmen zu ihrem Nachfolger gewählt. Seine Amtsdauer beträgt fünf Jahre.

### Wappen
Das Wappen wurde am 6. Januar 1998 durch das Innenministerium genehmigt und unter der Nr. 147 der Wappenrolle von Mecklenburg-Vorpommern registriert.
Blasonierung: „Geteilt von Blau und Gold; oben ein schreitender, rot gezungter goldener Greif; unten ein grüner Eibenzweig mit fünf roten Früchten, beiderseits begleitet von einer nach innen gewendeten grünen Rodehacke.“
Das Wappen wurde von dem Freudenberger Manfred Gerth gestaltet.

## Sehenswürdigkeiten und Kultur

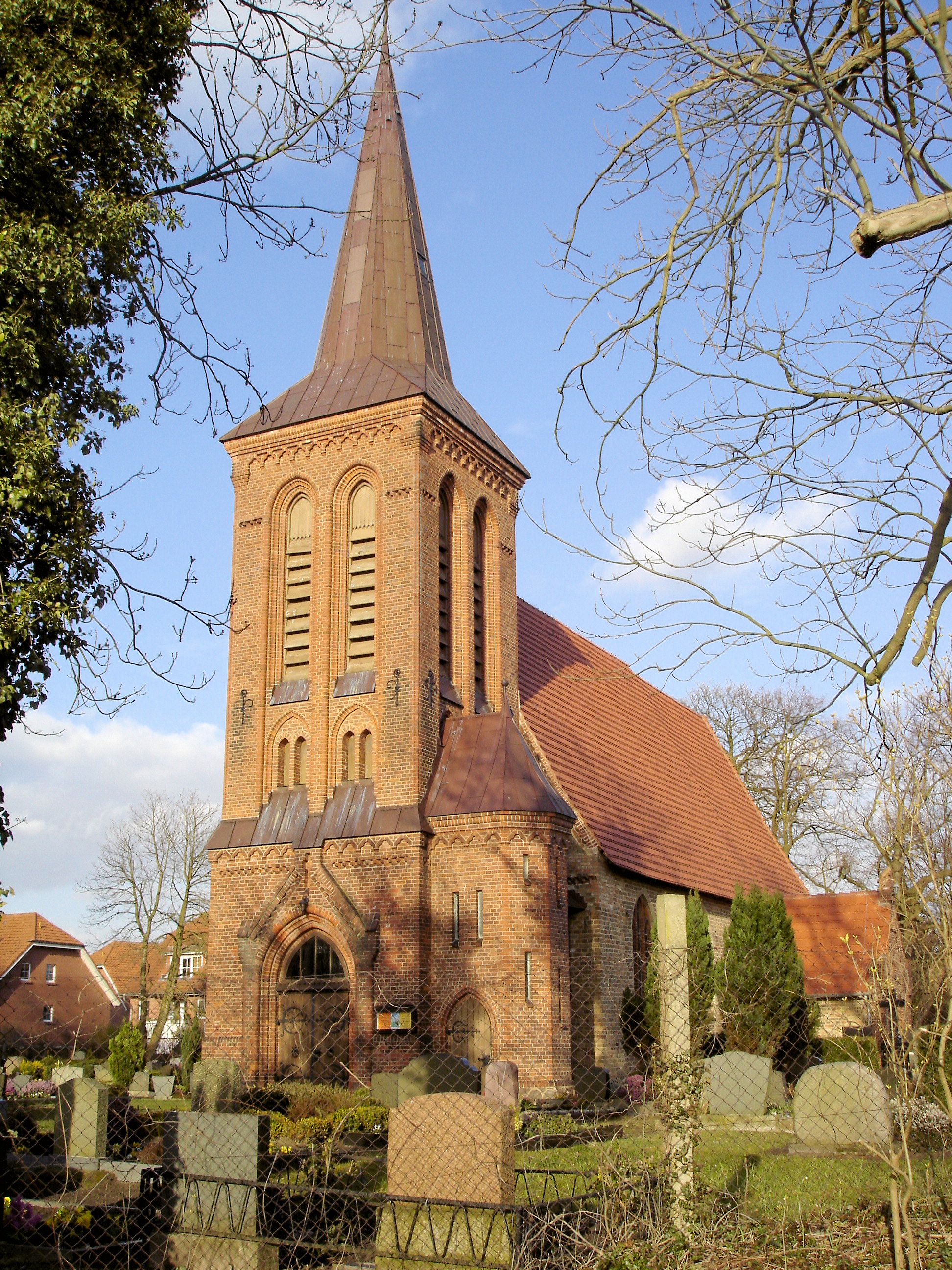
Dorfkirche

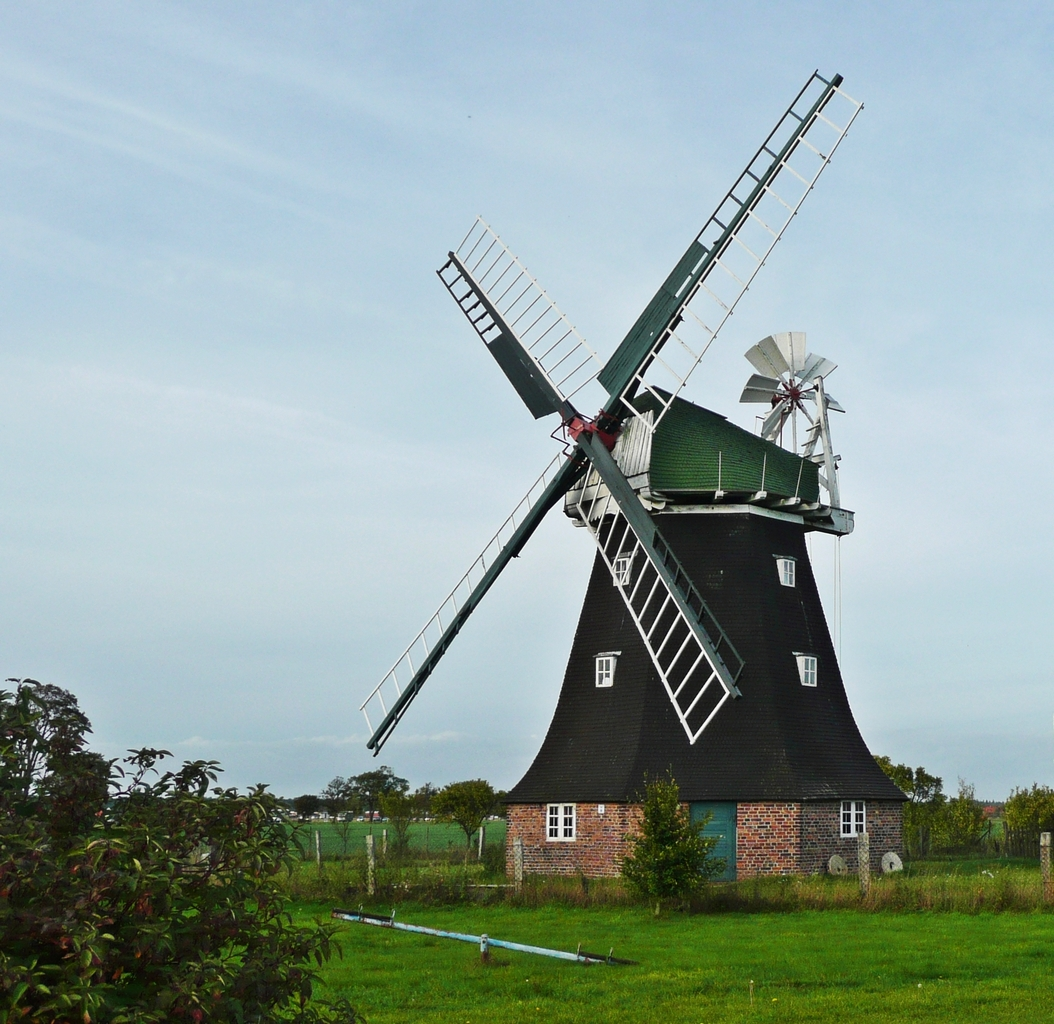
Holländerwindmühle Rövershagen

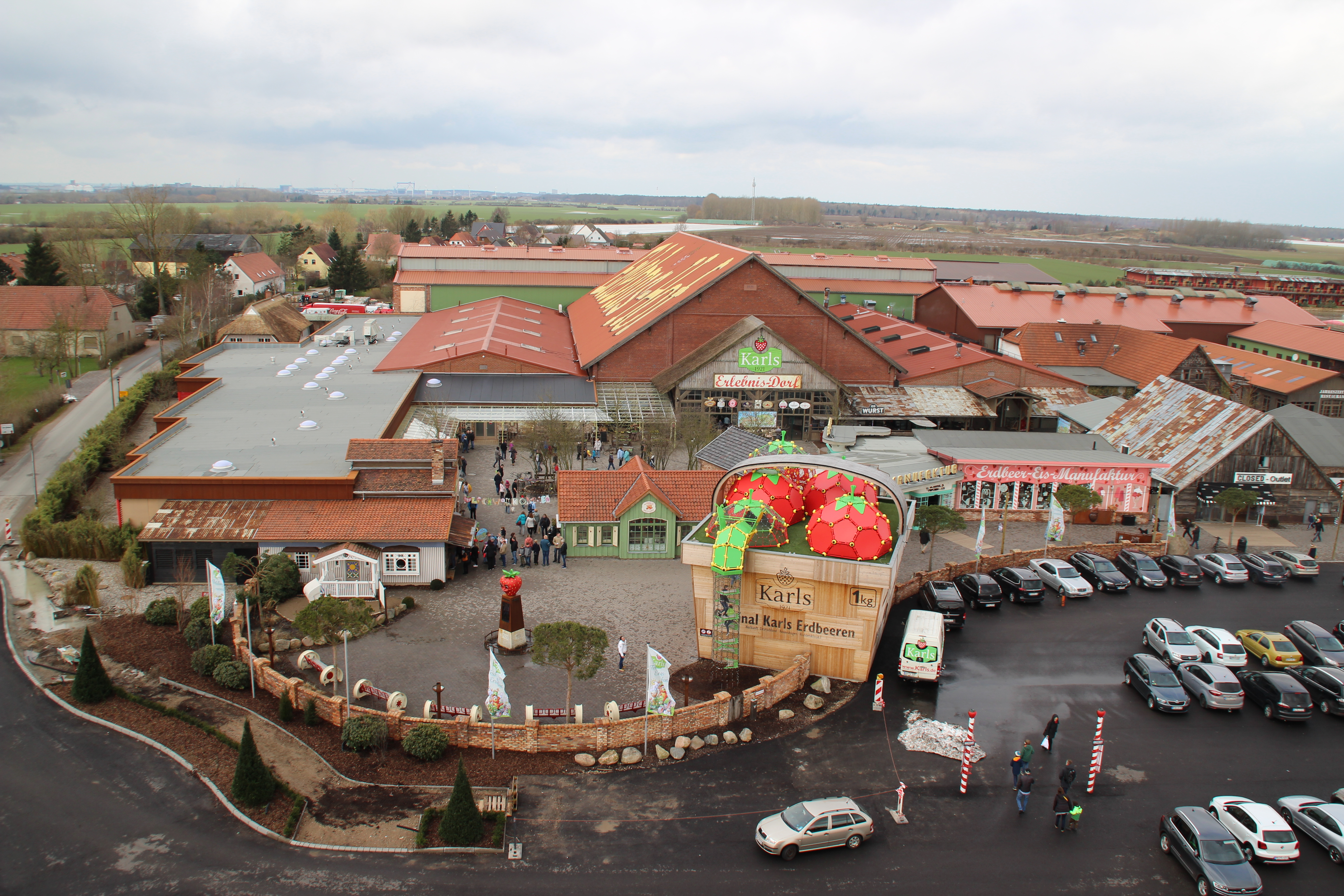
Karls Erlebnisdorf

→ Siehe auch Liste der Baudenkmale in Rövershagen

### Dorfkirche
→ Siehe Hauptartikel Dorfkirche Rövershagen
Die gotische Dorfkirche in der Mitte des Dorfes stammt aus dem 14. Jahrhundert mit einem um 1900 errichteten Turm.

### Geschichtsdenkmal
Seit 1964 erinnert ein Gedenkstein an acht Häftlinge, die bei der Evakuierung des Außenlagers Schwarzenpfost ermordet wurden. Gegen Ende des Zweiten Weltkrieges 1944 errichteten die Heinkel-Flugzeugwerke im Ortsteil Schwarzenpfost ein Zweigwerk für Flugzeugteile, das von KZ-Häftlingen und Zwangsarbeitern aufgebaut wurde. Im Ortsteil Oberhagen entstand ein Außenlager (von der Bevölkerung „Steinheide“ genannt) des KZ Ravensbrück für 300 Frauen, die von SS-Mannschaften hinter elektrisch geladenem Stacheldraht bewacht wurden. Es wird außerdem von zwei weiteren Lagerstandorten berichtet. Es gab in Rövershagen auch ein Lager für Kriegsgefangene aus Frankreich und der Sowjetunion, die in der Harzerei Zwangsarbeit verrichten mussten.

### Holländerwindmühle
Der im Jahr 1881 errichtete Holländerwindmühle Rövershagen im Süden des Ortes ist heute in privatem Besitz. Sie wurde bis 1963 mit Wind betrieben. Der einwandfreie technische Zustand wird unter hohem Aufwand erhalten.

### Karls Erlebnis-Dorf
1993 eröffnete im Ortsteil Purkshof in der Nähe der B 105 Karls Erdbeerhof. Der Komplex wurde seitdem zu einem Bauernmarkt und zu einem großen Erlebnis-Dorf ausgebaut. Die Firma Karls mit Hauptsitz in Rövershagen betreibt in der Erdbeersaison eine Reihe von Verkaufsständen vor allem in Mecklenburg-Vorpommern, Schleswig-Holstein und Berlin und weitere Freizeitparks und Erlebnis-Dörfer in Zirkow auf Rügen, in Wustermark-Elstal bei Berlin, in Ratekau-Warnsdorf bei Lübeck, in Koserow auf Usedom und in Döbeln in Sachsen. Im Erlebnis-Dorf befindet sich eine Sammlung von Kaffeekannen, die mehrfach den Status der weltgrößten Sammlung von Kannen erreichte. Ende 2012 umfasste die Sammlung 27.390 Exemplare.

### Regelmäßige Veranstaltungen
Im Ortsteil Behnkenhagen fand in den Jahren von 1999 bis 2008 das Force Attack, das größte Punkfestival Deutschlands, statt.

## Verkehrsanbindung
Der Bahnhof Rövershagen liegt an der eingleisigen Hauptstrecke von Rostock nach Stralsund. In Rövershagen zweigt eine Stichstrecke nach Graal-Müritz ab. Im Mai 2023 wurde im Ortsteil Purkshof ein Haltepunkt mit Namen Rövershagen - Karls Erlebnisdorf (Purkshof) eröffnet, der vor allem den Besuchern und Mitarbeitern des Freizeitparks dienen soll. Die Bundesstraße 105, an der Rövershagen liegt, führt von Rostock nach Stralsund.
In Purkshof gibt es einen Sportflugplatz.

## Öffentliche Einrichtungen
- Regionale Schule und Gymnasium Rövershagen
- Kindergarten
- Altenheim
- Grundschule „De Likedeeler“

## Persönlichkeiten

### Söhne und Töchter der Gemeinde
- Johann Georg Bindrim (1650–1678), evangelischer Theologe und Hochschullehrer
- Eduard Becker (1792–1880), Forstwissenschaftler, Ökonom und Hochschullehrer
- Fritz Klingenberg (1912–1945), deutscher Offizier der SS im Zweiten Weltkrieg, zuletzt im Rang eines SS-Oberführers.

### Personen mit Bezug zu Rövershagen
- Hermann Friedrich Becker (1766–1852), Forstinspektor in Rövershagen und Hochschullehrer
- Fedor Kelling (1820–1909), Neuseeland-Auswanderer, Mitglied des House of Representatives, heiratete Johanna Friederica Christiana Lampe in Rövershagen
- Axel Peters (* 1944), Landrat des Kreises Rostock-Land und Bildhauer in Behnkenhagen

## Belege
1. ↑  Statistisches Amt M-V – Bevölkerungsstand der Kreise, Ämter und Gemeinden 2023 (XLS-Datei) (Amtliche Einwohnerzahlen in Fortschreibung des Zensus 2022) (Hilfe dazu).
2. ↑  Hauptsatzung der Gemeinde Rövershagen. § 2. In: amt-rostocker-heide.de. Abgerufen am 25. Januar 2025.
3. ↑  1252. März 25. MUB II Nr. 686, S. 14, 15
4. ↑  Friedrich Schlie, Die Kunst- und Geschichts-Denkmäler des Großherzogthums Mecklenburg-Strelitz, I. Band, Schwerin 1896, S. 315 „Das Kirchdorf Rövershagen“
5. ↑  Karl Schmaltz, Die Begründung und Entwicklung der kirchlichen Organisation Mecklenburgs im Mittelalter, in Jahrbücher des Vereins für Mecklenburgische Geschichte 72. Jahrgang (1907), S. 85, 267
6. ↑  135. März 17., Rostock, Meklenburgisches Urkundenbuch, V. Band 1301–1312, Schwerin 1869, Nr. 2991 S. 205 = „in der Nähe der neuen Kirche in Rövershagen“
7. ↑  Statistisches Amt Mecklenburg-Vorpommern: Statistischer Bericht. Bevölkerungsstand. Bevölkerungsentwicklung der Kreise und Gemeinden
8. ↑  Ergebnis der Kommunalwahl am 9. Juni 2024
9. ↑  Ergebnis der Kommunalwahl am 26. Mai 2019
10. ↑  Ergebnis der Bürgermeisterwahl am 26. Mai 2019
11. ↑  Ergebnis der Bürgermeisterwahl am 9. Juni 2024
12. ↑  Kommunalverfassung für das Land Mecklenburg-Vorpommern § 37 (3)
13. ↑  Internetseite von Karls, abgerufen am 26. Mai 2013
14. ↑  Rövershagen: Haltestelle für Karls Erlebnisdorf eröffnet. In: NDR. 26. Mai 2023, abgerufen am 22. Juni 2023.
15. ↑  Flugplatz Purkshof – EDCX, abgerufen am 2. Mai 2017.